# Timmele socken
Timmele socken i Västergötland ingick i Redvägs härad, ingår sedan 1974 i Ulricehamns kommun och motsvarar från 2016 Timmele distrikt.
Socknens areal är 54,67 kvadratkilometer varav 51,31 land. År 2000 fanns här 1 230 invånare.  Tätorten Timmele och Timmele by strax söder om tätorten med sockenkyrkan Timmele kyrka ligger i socknen. 

## Administrativ historik
Socknen har medeltida ursprung. Kyrkans äldsta del är från andra hälften av 1100-talet. Efter 1546 införlivades Bjättlunda socken och efter 1554 Västervånga socken, en del av Vångs socken, medan den andra delen fördes till Dalums socken. Detta var ett led i de omvälvningar som Gustaf Vasa genomförde.

sockenvapen

Vid kommunreformen 1862 övergick socknens ansvar för de kyrkliga frågorna till Timmele församling och för de borgerliga frågorna bildades Timmele landskommun. Landskommunen uppgick 1952 i Redvägs landskommun som 1974 uppgick i Ulricehamns kommun.
1 januari 2016 inrättades distriktet Timmele, med samma omfattning som församlingen hade 1999/2000.
Socknen har tillhört län, fögderier, tingslag och domsagor enligt vad som beskrivs i artikeln Redvägs härad. De indelta soldaterna tillhörde Älvsborgs regemente, Redvägs kompani och Västgöta regemente, Vartofta kompani.

## Geografi
Timmele socken ligger norr om Ulricehamn kring Ätran, på västsidan av sydsvenska höglandet. Socknen domineras av en odlingsbygd i ådalens botten. Den består av sand- och mojord, sediment från den issjö som bildades i dalen vid inlandsisens avsmältning. Dalsidorna och åsarna med sin delvis mycket steniga morän har en blandning av jordbruks- och skogsbygd.
Högsta punkten ligger på 313 m ö.h. och den lägsta punkten på ca 170 m ö.h.
De ursprungliga byarna i socknen är: Timmele, Lena, Nöre, (Yttre) Vång, Annestorp, Bjättlunda och Ek.

## Bjättlunda kyrka
Lämningarna efter Bjättlunda kyrka, som revs 1546, var synliga fram till 1860-talet. En minnessten är rest på den gamla kyrkplatsen i Bjättlunda by.

## Vångs kyrka
Även i byn Vång har det under medeltiden funnits en träkyrka. Den revs 1554. En minnessten finns på platsen.

## Fornlämningar
Socknen är rik på fornlämningar. Den ligger vid ett viktigt gammalt färdstråk längs Ätran från Hallands-kusten till Västergötlands huvudbygder, Ätrastigen eller Redvägen, som gett namn åt Redvägs Härad. (Det är omdiskuterat om det står för ridvägen eller den röjda vägen.) Vägen har gett upphov till hålvägar på flera platser och tydligast är hålvägarna strax söder om tätorten. De anslöt till ett vadställe över Ätran. Slitaget av fötter, klövar och hovar under tusentals år har skurit ner ända upp till 4,5 meter i den lösa mojorden. Två  hällkistor från stenåldern är funna. Från bronsåldern finns gravrösen och flera förekomster av stenar med skålgropar. Från järnåldern finns 17 gravfält.
Socknens enda kända runsten står sedan 1798 på Dagsnäs mellan Falköping och Skara. Herren till Dagsnäs, Per Tham, en stor fornvän, såg den i kyrkogårdsmuren och han fick köpa den för 60 riksdaler.

## Namnet
Namnet skrevs 1424 Timella och kommer från kyrkbyn, det vill säga Timmele by. Tolkningen av namnet är oklar, det kan möjligen innehålla hälla', 'stenhäll, berghäll, klippa'.
Namnet skrevs före 1 februari 1907 även Timmelheds socken. Timmele Hedar söder om Timmele by var just ofruktbara hedar fram till 1800-talet, då nya metoder gjorde uppodling möjlig. Timmele hed var säkert ett vida känt begrepp under 1700-talet eftersom den utgjorde Älvsborgs Regementes fasta mötesplats 1685 - 1770.